# Eilert Köhler

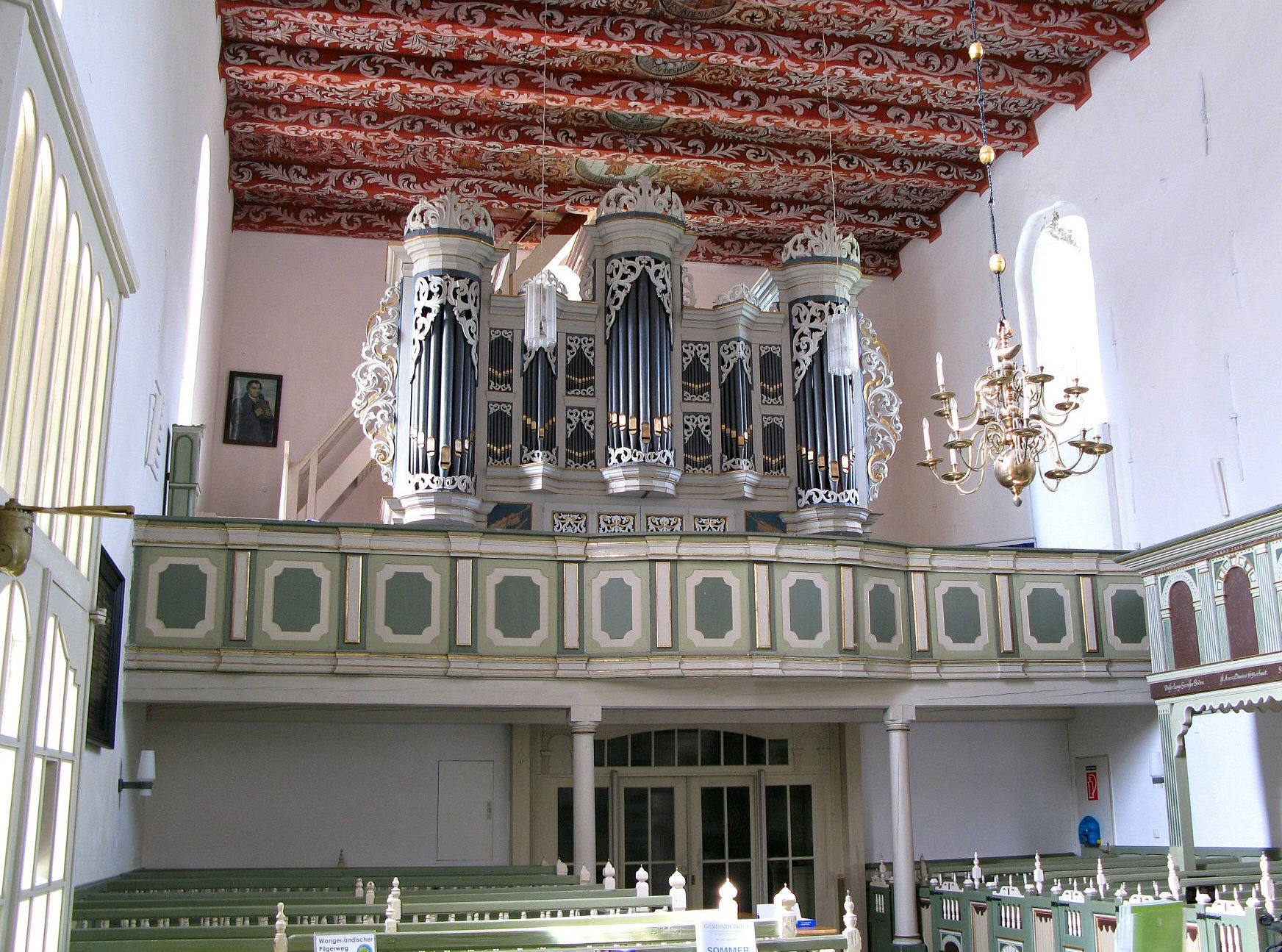
Orgel in Tettens (1744)

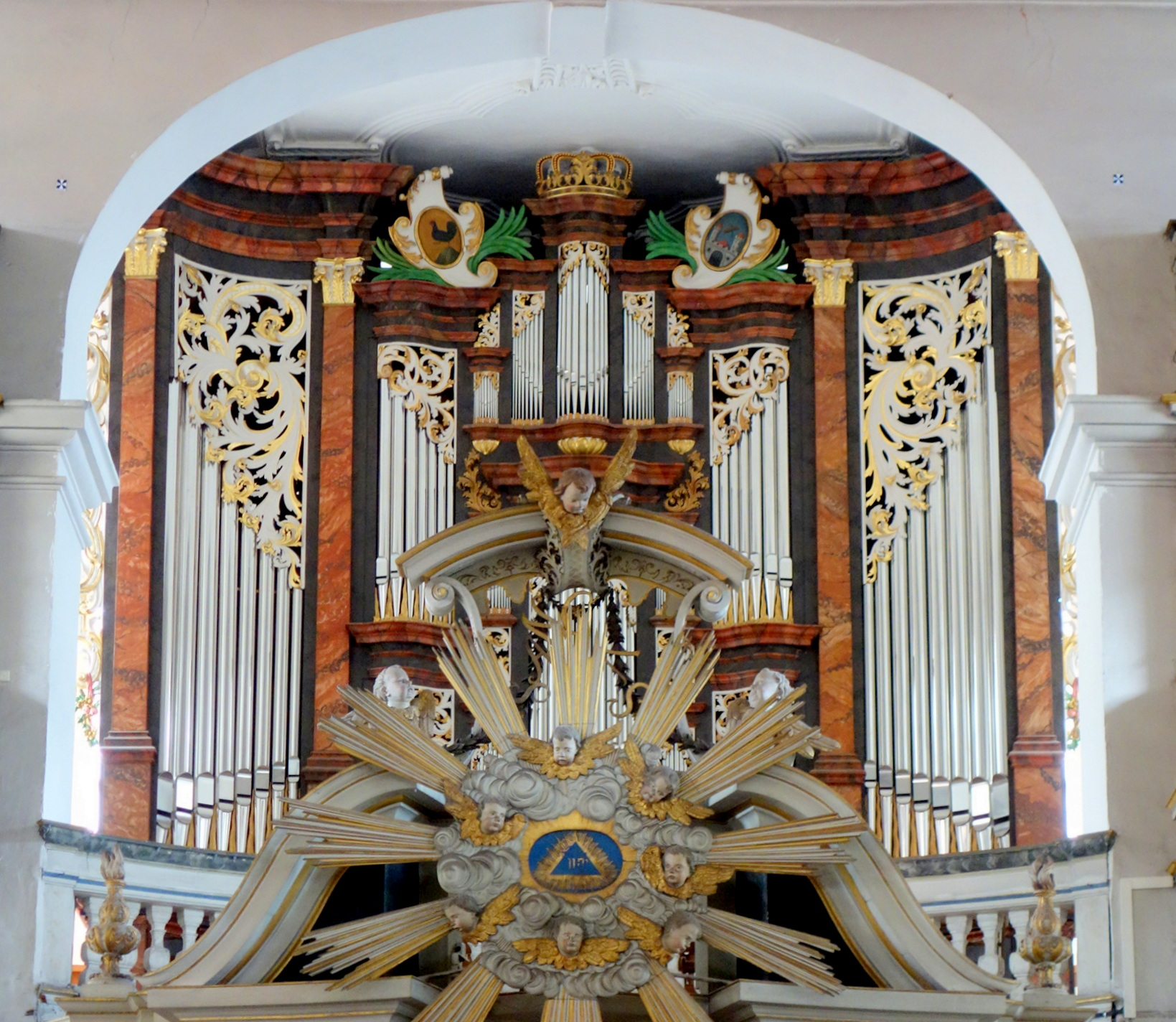
Orgel in Suhl (1740)

Eilert Köhler (* um 1710 in Burhave; † 1751) war ein deutscher Orgelbauer. Er wirkte vor allem in der Grafschaft Oldenburg. Seine einzige erhaltene Orgel in der Kreuzkirche Suhl ist zugleich die größte Orgel Südthüringens.

## Leben und Werk
Über sein Leben und Wirken ist nur wenig bekannt. Geboren wurde Köhler um 1710 in Burhave im Butjadinger Land (damals Grafschaft Oldenburg), und zwar im März oder April. Unbekannt ist, wo und bei wem er den Orgelbau erlernte. Seine anschließenden Wanderjahre führten ihn bis nach in Thüringen, worauf Einflüsse in seinem Neubau in Suhl hinweisen. Die Orgel in der Kreuzkirche Suhl verfügt über 39 Register und verbindet norddeutsche mit thüringischen Einflüssen in einer einzigartigen Synthese. Sie entstand 1738–1740 und wurde bis einschließlich Mai 2007 einer Generalüberholung unterzogen.
Im Innern der Suhler Orgel fand sich die Inschrift:
„Ich Eilertus Köhler, gebürtig aus der Stadt und Indinger Land, aus der Grafschaft Oldenburg und Dalmenhorst, der Ort wo ich geboren bin heißt Burhave, habe durch Gottes Fügung dieses Orgelwerk Anno 1738 den 4ten April angelegt und 1740 den 26. September durch Gottes Gnade verfertigt und auch sogleich wieder nach Hause gereist. Und bin auch unverheiratet gewesen, indem ich noch ziemlich jung war. Geschrieben in Suhla auf dem Rathause.“
Nach dem Suhler Neubau erhielt Köhler bereits in jungen Jahren (1741) eine Konzession für den Orgelbau in Oldenburg und Delmenhorst, die ihn wieder in seine Heimat führte. Hier entstanden innerhalb von zehn Jahren Neubauten in Oldenburg/St. Nikolai (1742), Tettens (1742–1744) und Hatten (1744). Der in Apen begonnene Neubau (1750–1751) wurde von Johann Hinrich Klapmeyer vollendet. Erhalten blieben aus Köhlers Werkstatt der Prospekt der Orgel in Tettens (1744) und das Pedalwerk der zweimanualigen Schnitger-Orgel in Dedesdorf (1742–1745), das Köhler ergänzte.
Köhler heiratete am 22. Juli 1749 und wohnte mit seiner Frau bis zu seinem Tod in der Oldenburger Gaststraße Nr. 16. Nach Köhlers Tod verlieh der dänische König das Privileg Johann Hinrich Klapmeyer, der Köhlers Witwe heiratete. Köhler wird der Schnitger-Schule zugerechnet, auch wenn er kein direkter Schüler des Hamburger Meisters war.